# Cirolana lata
Cirolana lata là một loài chân đều trong họ Cirolanidae. Loài này được Haswell miêu tả khoa học năm 1882.